# Armental (La Peroja)
Armental (llamada oficialmente San Cibrao de Armental) es una parroquia del municipio español de La Peroja, en la provincia de Orense, Galicia.

## Toponimia
La parroquia también es conocida por el nombre de San Ciprián de Armental.

## Organización territorial
La parroquia está formada por cuatro entidades de población:
- Codesedo
- Pitón
- Saa
- San Ciprián (San Cibrao)

## Demografía
| Gráfica de evolución demográfica de Armental entre 2000 y 2023 |
|                                                                |
| Datos según el nomenclátor publicado por el INE.               |